# Ormosia steyermarkii
Ormosia steyermarkii är en ärtväxtart som beskrevs av Velva Elaine Rudd. Ormosia steyermarkii ingår i släktet Ormosia och familjen ärtväxter. Inga underarter finns listade i Catalogue of Life.